# 埃申賴訥河
47°35′56.22″N 11°11′21.41″E / 47.5989500°N 11.1892806°E

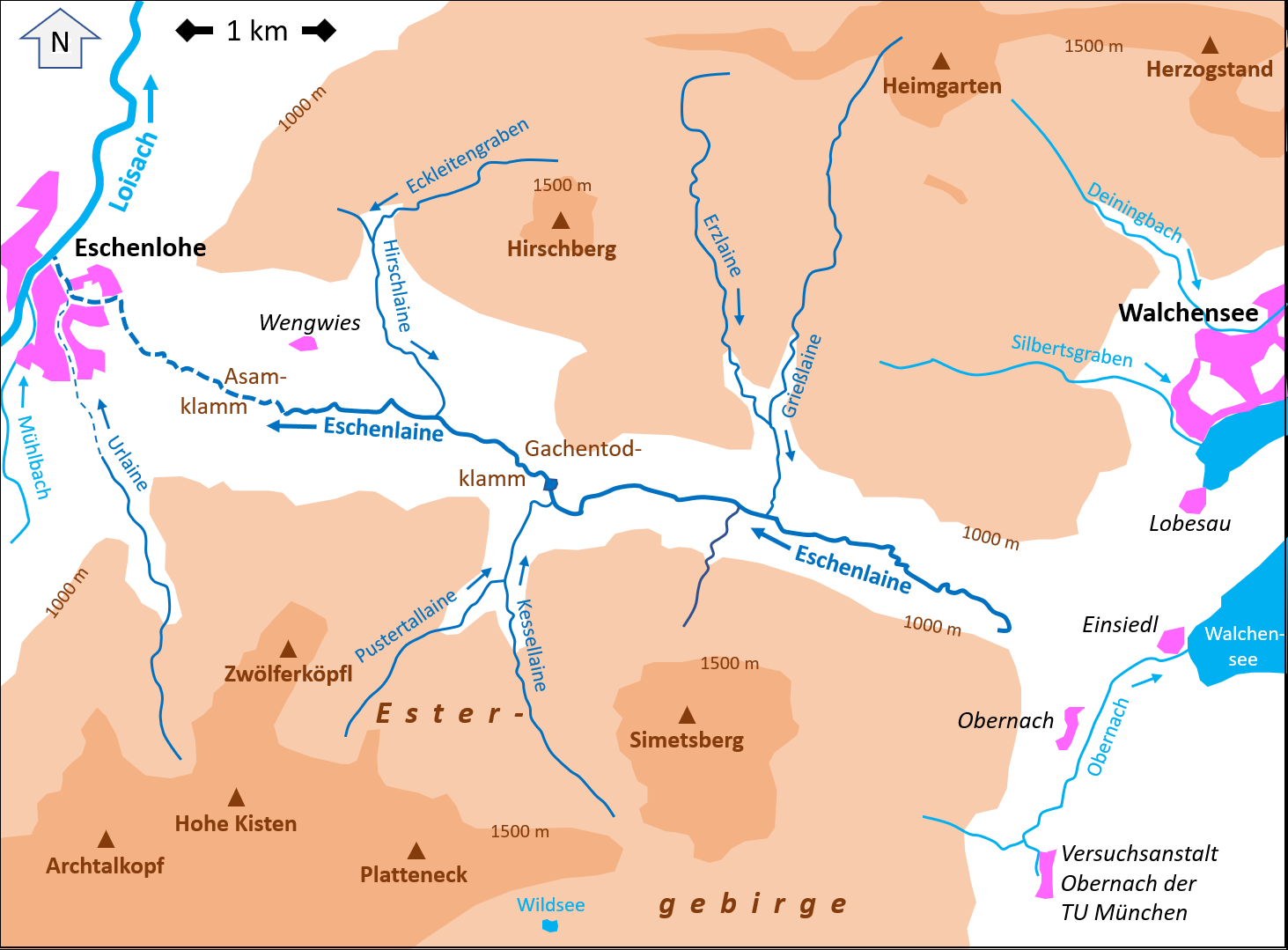

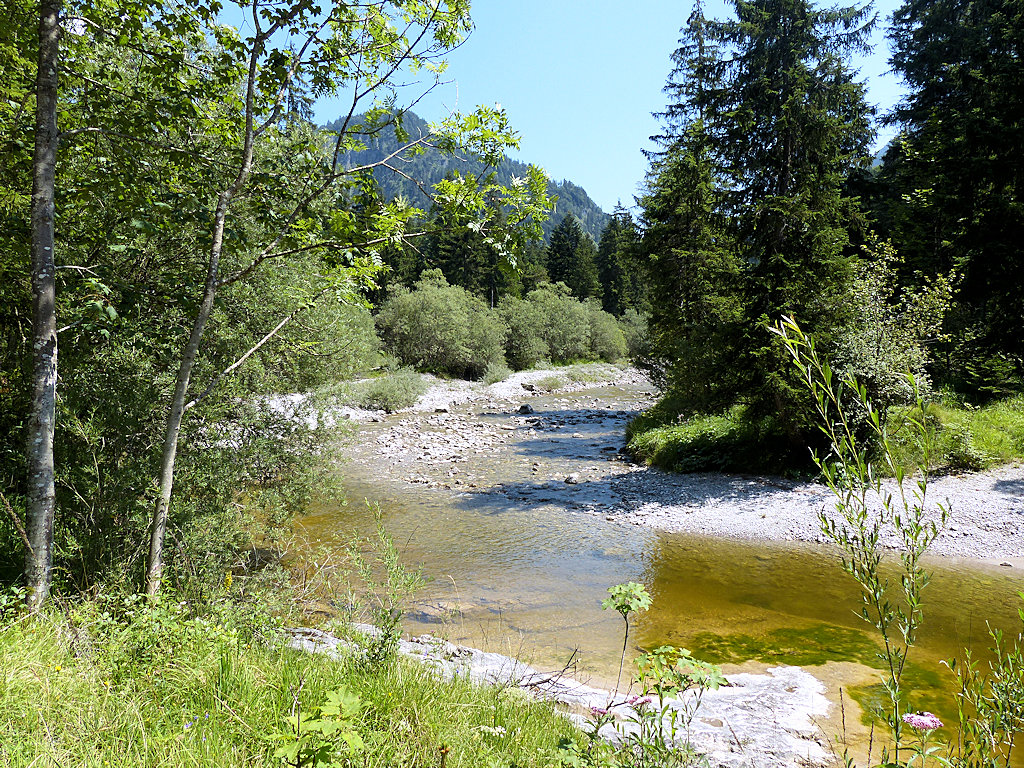

埃申賴訥河是德國的河流，位於該國東南部，由巴伐利亞負責管轄，屬於洛伊薩赫河的右支流，河道全長9.8公里，流域面積35.2平方公里。